# William Grey Walter
William Grey Walter (Kansas City, 19 febbraio 1910 – Bristol, 6 maggio 1977) è stato un neurofisiologo britannico e statunitense, uno dei pionieri dell'applicazione dell'elettroencefalografia alla clinica neurologica e psichiatrica.  Tra i primi studiosi di cibernetica, realizzò delle macchine autonome semoventi ("tartarughe") per illustrare le modalità di funzionamento di alcuni meccanismi cerebrali.

## Biografia
Walter nacque a Kansas City, nel Missouri, in USA, nel 1910, da padre giornalista, di nazionalità britannica, e madre americana. Nel 1917 rientrò in Gran Bretagna con la famiglia. Qui, dopo le scuole superiori, studiò scienze al King's College a Cambridge, laureandosi nel 1931 e conseguendo poi una laurea di secondo livello in neurofisiologia nel 1934.
Durante il periodo a Cambridge entrò in contatto con la recentissima scoperta dell'elettroencefalografia, alla quale dedicò gran parte della sua attività professionale, occupandosi prevalentemente delle sue applicazioni cliniche. Dopo l'università svolse la sua attività in ambito ospedaliero, nel gruppo di lavoro dello psichiatra Frederyck Golla, prima a Londra, dal 1935 al 1939, agli ospedali Maudsley e Maida Vale, e successivamente a Bristol, all'Istituto Neurologico Burden, dal 1939 al 1970, come direttore del dipartimento di fisiologia.  Svolse attività di ricerca anche all'estero, negli Stati Uniti, nell'Unione Sovietica ed in varie località in Europa.
All'attività di neurofisiologo Walter affiancò la realizzazione dei primi esempi di macchine autonome mobili ("tartarughe"), con lo scopo di illustrare il funzionamento di alcuni meccanismi cerebrali. Fu membro attivo del Ratio Club e partecipò alla decima Macy Conference on Cybernetics nel 1953.
Si sposò due volte, ed ebbe due figli dal primo matrimonio ed uno dal secondo. Fu politicamente orientato a sinistra, come il padre e come il figlio maggiore Nicolas, che fu un attivista pacifista ed anarchico.  Nel 1970 ebbe un incidente di moto dal quale non si riprese mai completamente; morì sette anni dopo, il 6 maggio 1977, a Bristol.
Nel 1995 il regista uruguayano Carlos Ameglio gira El hombre de Walter, film basato su un racconto dello scrittore Mario Levrero, a sua volta ispirato alla vita dello scienziato.

## Attività

### Elettroencefalografia
Il primo contatto tra Walter e la nuova tecnologia della elettroencefalografia (EEG) avvenne nel 1934, quando il laboratorio di neurofisiologia di Cambridge, su suggerimento del prof. Golla dell'Ospedale Maudsley di Londra lo incaricò di visitare in Germania Hans Berger, che nel 1924 aveva costruito il primo elettroencefalografo, scoprendo così l'attività elettrica del cervello, e le onde alfa.  L'anno successivo, ad un congresso a Londra, Walter ascoltò il neurologo americano William Lennox annunciare l'utilità dell'EEG nella diagnosi dell'epilessia, identificando una prima applicazione clinica della nuova tecnologia.  Walter iniziò così a lavorare come neurofisiologo con Golla, all'Ospedale Maudsley, usando estensivamente la nuova tecnica. Nell'applicazione dell'EEG Walter fu aiutato dalle sue capacità tecnologiche, che gli permisero di costruire personalmente gli apparecchi usati, migliorando le prestazioni di quelli di Berger.
Nel corso della sua carriera Walter si occupo di varie applicazioni dell'EEG.  La prima in ordine di tempo fu lo studio dell'epilessia, sulla quale pubblicò vari lavori.  Una seconda area di attività fu rappresentata dall'applicazione dell'EEG alla localizzazione dei tumori cerebrali; nel corso di queste ricerche Walter identificò ulteriori tipi di onde cerebrali oltre quelle alfa, quali quelle theta e delta.
Negli anni 1960 Walter scoprì inoltre l'effetto di variazione contingente negativa (CNV), che si verifica quando un impulso elettrico compare nel cervello di un soggetto che sta per compiere un movimento, circa mezzo secondo prima che questi ne divenga consapevole.
Tra gli altri interessi di Walter si possono citare la costruzione nel 1951 di un topografo cerebrale, basato sulla tecnica dell'EEG, e studi sulle applicazioni psichiatriche dell'EEG, condotti in collaborazione con il prof. Golla.

### Robotica e cibernetica
Durante la seconda guerra mondiale Walter si occupò di sistemi di puntamento basati sul radar e di missili guidati, un'esperienza comune ad altri pionieri della cibernetica come Norbert Wiener. Nel corso di questa attività conobbe Kenneth Craik, uno psicologo scozzese prematuramente scomparso nel 1945, anticipatore di molti concetti della cibernetica.
Dal 1949 partecipò attivamente, come membro fondatore, alle attività del Ratio Club, un circolo che raccolse i precursori della cibernetica britannica. Negli stessi anni, sviluppando idee nate dai primi contatti con Craik, iniziò a costruzione i primi esempi di robot semoventi, in grado di simulare un comportamento orientato al raggiungimento di uno scopo.  Si trattava di semplici macchine a tre ruote, con due motori ed alcuni semplici circuiti elettronici, che egli chiamava "tartaruga" a causa della forma e della lentezza dei movimenti.
Tra il 1948 ed il 1949 Walter produsse due esemplari della prima serie, denominati Machina speculatrix, ai quali dette i nomignoli Elmer (ELectroMEchanical Robot) ed Elsie (per Electro Light Sensitive with Internal and External stability) a seconda della versione.  Essi erano attratti dalla luce non troppo forte, mentre erano respinti dalla luce di intensità superiore ad un certo livello, e dall'incontro con ostacoli.  Queste semplici regole producevano comportamenti imprevedibili ed apparentemente complessi, che avrebbero potuto dare l'impressione di un'attività libera ed autonoma, e che Walter riteneva sarebbero stati accettati come segno di un certo grado di consapevolezza se osservati in un animale. Elsie aveva la capacità ulteriore di tornare ad un punto prestabilito per ricaricare le proprie batterie.
In una seconda serie, la Machina docilis, Walter aveva aggiunto due circuiti (indicati come Cora, per Conditioned Reflex Analogue) che permettevano alla macchina di apprendere dei comportamenti, simulando il riflesso condizionato introdotto in psicologia da Ivan Pavlov. Interrompendo i due circuiti aggiuntivi, la tartaruga tornava a comportarsi come Machina speculatrix.
Esemplari originali di macchine costruite da Walter sono conservati nel Museo della scienza a Londra, nella galleria "Making the Modern World", e presso la Smithsonian Institution.

### Scritti
Oltre alla produzione scientifica, Walter scrisse nel 1953 un libro per il grande pubblico, The Living Brain, che illustrava la fisiologia cerebrale e la costruzione delle tartarughe. Fu autore anche di un racconto di fantascienza sulla curva di Koch ed i suoi paradossi: The Curve of the Snowflake.
Il suo archivio, che comprende le sue lettere, le foto e raccolte di articoli è conservato all'interno dell'archivio dell'Istituto Burden.

## Opere
- (EN) W. G. Walter, Critical Review: The technique and application of electroencephalography, in Journal of Neurology and Psychiatry, vol. 1, n. 4, ottobre 1938,  pp. 359-385. URL consultato il 1º febbraio 2018.
- (EN) W. G. Walter e J. V. Dovey, Electroencephalography in case of sub-cortical tumor, in Journal of Neurology Neurosurgery and Psychiatry, vol. 7, n. 3-4, luglio 1944,  pp. 57-65. URL consultato il 1º febbraio 2018.
- (EN) W. G. Walter e H. Shipton, A new toposcopic display system, in Electroencephalography and Clinical Neurophysiology, vol. 3, n. 3, agosto 1951,  pp. 281-292, DOI:10.1016/0013-4694(51)90074-0.
- (EN) W. G. Walter, Epilepsy, in D. Hill e G. Parr (a cura di), Electroencephalography: A symposium on its various aspects, Londra, Macdonald, 1954,  pp. 250-294, ISBN 978-0-262-62111-3.
- (EN) W. G. Walter, An Electromechanical "Animal", in Dialectica, vol. 4, n. 3, settembre 1950,  pp. 206-213, DOI:10.1111/j.1746-8361.1950.tb01020.x. URL consultato il 1º febbraio 2018.
- (EN) W. G. Walter, An imitation of life (PDF), in Scientific American, vol. 182, n. 5, maggio 1950,  pp. 42-45. URL consultato il 1º febbraio 2018 (archiviato dall'url originale il 10 febbraio 2016).
- (EN) W. G. Walter, A machine that learns (PDF) [collegamento interrotto], in Scientific American, vol. 185, n. 2, agosto 1951,  pp. 60-63. URL consultato il 1º febbraio 2018.
- W. G. Walter, The Living Brain, W. W. Norton & Company, New York, 1953; ultima edizione 1963, ISBN 978-0-393-00153-2; trad. it. Il cervello vivente, a cura di G. P. Giovine, Feltrinelli, 1957.
- (EN) W. G. Walter, R. Cooper, V.J. Aldridge, W. C. McCallum e A. L. Winter, Contingent Negative Variation:  an electric sign of sensorimotor association and expectancy in the human brain, in Nature, vol. 203, n. 4943, 25 luglio 1964,  pp. 380-384, DOI:10.1038/203380a0. URL consultato il 1º febbraio 2018.
- W. G. Walter, The Curve of the Snowflake, W. W. Norton & Company, New York, 1956, ISBN 978-1127305827; poi pubblicato in UK come Further Outlook, The Science Fiction Book Club, Londra, 1957.